# Liceul Teoretic „Traian” din Constanța
Liceul Teoretic Traian este o instituție de învățământ din Constanța, România. Liceul a fost fondat prin Decretul Consiliului de Stat al României nr. 191/1977, pe baza avizelor MICM-DP7SA cu nr. 1842 și 1841 din septembrie 1977, avându-l ca director pe inginerul Tătaru Gheorghe.

## Istoric
În septembrie 1977 se înființează, Liceul Industrial nr. 6 Constanța, prin Decretul Consiliului de Stat al României nr. 191/1977, pe baza avizelor MICM-DP7SA cu nr. 1842 și 1841 din septembrie 1977, avându-l ca director pe D-nul inginer Tătaru Gheorghe și drept local o clădire nouă cu 24 de săli de clasă, 2 laboratoare (fizică și chimie) și 2 cabinete (desen și biologie). 
În anul 1990 prin adresa nr. 26703 / 26.III.1990 Ministerul Industriei Constructoare de mașini își dă acordul pentru transferarea Liceului Industrial nr. 6 din rețeaua sa în rețeaua Ministerului Învățământului, iar prin adresa nr. 29703 / 26.III.1990 Inspectoratul Școlar al Județului Constanța confirmă transformarea Liceului Industrial nr. 6 în liceu teoretic. 
În luna aprilie a anului 1990, Inspectoratul Școlar al Județului Constanța aprobă schimbarea numelui din Liceul Industrial nr. 6 în Liceul Teoretic „Traian” din Constanța.
Momentan, "Liceul Teoretic Traian" ocupă locul 3 în topul Liceelor, în fața lui fiind Liceul Teoretic "Ovidius" și Colegiul Națonal Mircea cel Batrân.
Acesta dispune de 6 laboratoare ( chimie, fizică, geografie, biologie și 2 de informatică) și 2 săli de Limbi moderne.
În acest liceu sunt 77 de cadre didactice și nedidactice. Media de anul acesta la Admitere a fost 9,12.
Liceul are în total 36 de clase și 1150 de elevi.
În vara anului 2014 exteriorul liceului a fost schimbat complet inclusiv intrarea elevilor , singura intrare luminată puternic din Constanța.
Liceul desfășoară multe activități și are foarte multe proiecte la care lucrează împreună cu echipa Consiliului Școlar al Elevilor. 